# Franz Derichs
Franz Derichs (* 3. Oktober 1885 in Palenberg; † 5. Dezember 1967 in Moravec) war ein deutscher Jesuit.
Derichs wurde von 1909 bis 1922 im Jesuiten-Orden ausgebildet. Im Zeitraum von 1923 bis 1936 unterrichtete er am Jesuiten-Gymnasium Kollegium Aloisianum in Linz Naturgeschichte. Derichs veröffentlichte eine Arbeit über fossile Lebensspuren (Flysch-Chondriten).

## Veröffentlichungen
- Über Flysch-Chondriten. In: Senckenbergiana 10, Frankfurt/Main 1928, S. 214–219.